# Mehemmet Birde Bek

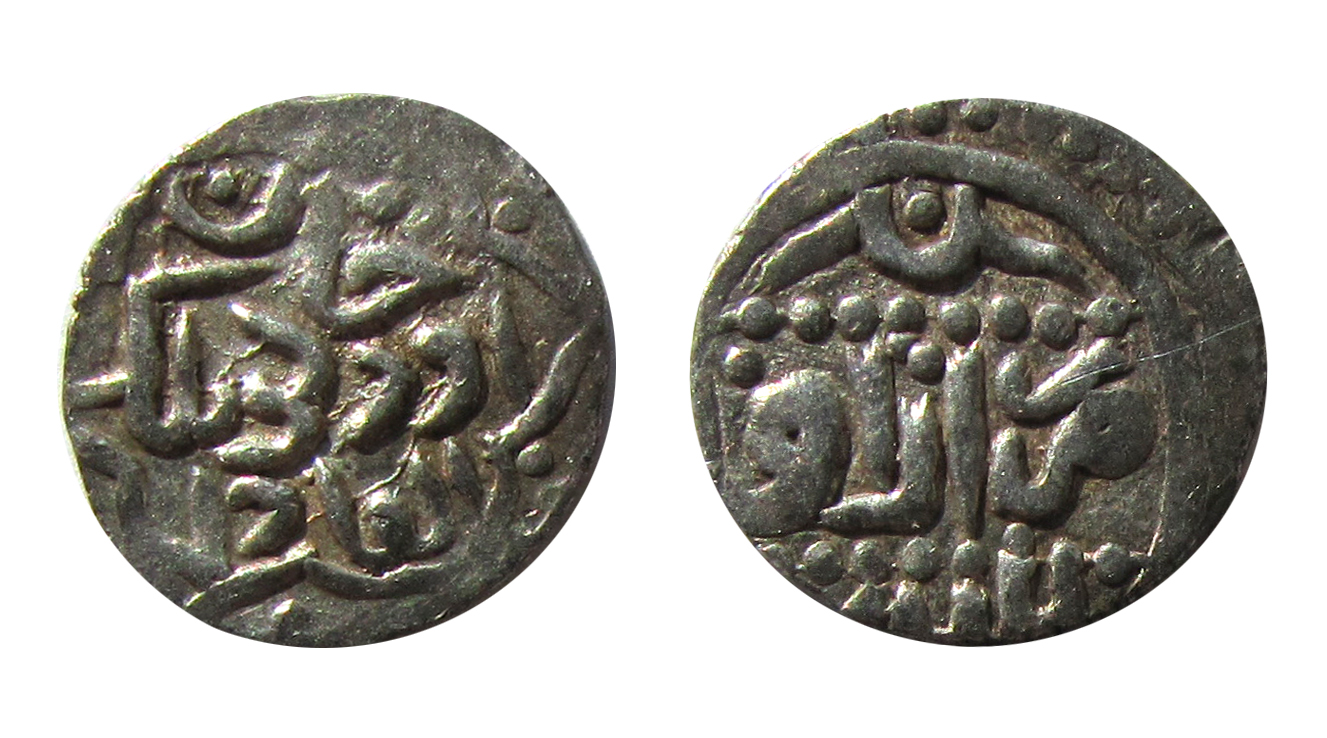
Moneta dell'epoca di Birde Bek, 1359

Mehemmet Birde Bek, pron. Birdi Bek, in tataro Mөxəmmət Bирди Bək (ante 1357 – 1359), fu il Khan dell'Orda d'Oro dal 1357 fino al 1359 anno della sua morte.

## Biografia
Aveva succeduto il padre Ganī Bek del quale forse aveva tramato l'omicidio per avvelenamento. Il suo breve regno fu caratterizzato da omicidi politici e nel 1359 egli stesso, come il padre, fu vittima di un attentato mortale per mezzo di un veleno forse per mano del fratello minore Qulpa. Dopo la sua morte gli eventi precipitarono per l'Orda d'Oro, che ancora per anni non riuscì a trovare una guida stabile. 
Ebbe una figlia che divenne poi la moglie di Mamai, un potente generale secessionista dell'Orda d'Oro.

## Genealogia
Suo padre era Gani Bek, figlio di Uz Bek della discendenza di Batu e perciò della stirpe di Gengis Khan. Ebbe una figlia femmina. Non esistono fonti che riportino di suoi eventuali figli maschi.